# ヴェセリン・ヴコヴィッチ (バレーボール)
ヴェセリン・ヴコヴィッチ（モンテネグロ語/セルビア語: Веселин Вуковић、セルビア語ラテン翻字: Veselin Vuković、1954年12月26日 - ）は、モンテネグロのバレーボール指導者。Vプレミアリーグ・JTサンダーズ元監督。
メディアでは「ベセリン・ブコビッチ」表記で通っているが、本項ではJT公式発表の表記を用いる。

## 来歴

### ユーゴ時代
ユーゴスラビア・モンテネグロ社会主義共和国のコラシン出身。
1972年から1982年までユーゴスラビア1部のOKヴォイヴォディナ・ノヴィサドやブルスコヴォのクラブ、OKブドゥチノスト・ポドゴリツァでプレーする。
一方で1980年ポドゴリツァ大学（モンテネグロ大学か不明）法学部、1981年ノヴィ・サド大学で学ぶ。
バレーボール指導者としては、1990年から1997年までブドゥチノスト、1997年から2002年までOKブドヴァンスカ・リヴィエラ・ブドヴァで指導経験を積む。この間ユーゴスラビア年代別代表のスタッフを兼任し、1990年ユース代表監督、1991年から1998年までジュニア代表監督を務め、1991年（エジプト）・1997年（バーレーン）と2度ジュニア世界選手権に出場し、ウラジミールとニコラのグルビッチ兄弟やイバン・ミリュコビッチなど2000年代ユーゴスラビア代表として活躍する選手たちを見ている。1999年夏季ユニバーシアードにおけるユーゴスラビア代表監督。
2000年、ゾラン・ガイッチ率いるユーゴスラビア男子代表にコーチとして入閣する。2000年シドニー五輪で金メダル。2002年世界選手権からユーゴスラビア男子代表監督に昇格し、2003年から国名変更に伴いセルビア・モンテネグロ男子代表監督に就任した。主な戦績は2003年欧州選手権4位、2003年ワールドリーグ準優勝。2003年ワールドリーグ後、セルビア協会側は契約延長を望んだがヴコヴィッチは退任することになる。

### その後
2003年、エジプト男子代表監督に就任する。2003年地元開催のアフリカ選手権終了後に就任したものであり、2005年アフリカ選手権優勝、2005年地中海競技大会優勝。グラチャン2005には監督として出場していない。
2006年、UAE男子代表監督に就任する。主な戦績はアラブ選手権優勝。また2007年からUAE・アル・アインの監督として活躍した。
2006年、モンテネグロが分離独立したことによりモンテネグロ男子代表が新しくできたことから、2007年その初代監督に就任した。2009年バレーボール男子欧州選手権予選などで指揮した。
2010年、スロベニア男子代表監督に就任するも、世界選手権欧州予選で敗退してしまう。2012年11月に退任する。
一方でクラブチームとしては、2008年古巣モンテネグロリーグのブドヴァ監督に就任すると、リーグ制覇に導く。2011年トルコリーグのハルクバンク・アンカラ監督に就任すると、2012/13シーズンにはトルコのクラブとしては初のCEVカップ制覇に導いた。
2013年、プレミアリーグ・JTサンダーズ監督に就任する。低迷していたJTを改革し同シーズンリーグ準優勝、そして翌2014/15シーズンにはクラブ史上初のリーグ優勝に導いた。
2019年、JTを退団。UAEのアル・アイン監督に就任した。
2023年には、サウジアラビア男子代表監督に就任した。

## 監督略歴
在籍が二重チェックできるもののみ記載
- ユーゴスラビア/セルビア・モンテネグロ男子代表（2002-2003年）
- エジプト男子代表（2003-2006年）
- アラブ首長国連邦男子代表（2006年）
- モンテネグロ男子代表（2007-2009年）
- OKブドヴァンスカ・リヴィエラ・ブドヴァ（英語版）（2008-?）
- スロベニア男子代表（2010-2012年）
- ハルクバンク・アンカラ（英語版）（2011-2013年）
- JTサンダーズ（2013-2019年）
- アル・アイン（2019-2022年）
- サウジアラビア男子代表（2023-）

## 参考資料
- （英語）『Veselin Vuković』（PDF）（プレスリリース）Nejat SANCAK（代理人）。2013年5月9日閲覧。
- “ヴェセリン・ヴコヴィッチ／選手・スタッフ”.   JTサンダーズ. 2013年6月9日閲覧。
- 『ヴェセリン・ヴコヴィッチ氏が新監督に就任いたします』（プレスリリース）JTサンダーズ、2013年5月8日。2013年5月9日閲覧。